# استفانو باتیستلی
استفانو باتیستلی (به انگلیسی: Stefano Battistelli) (زادهٔ ۶ مارس ۱۹۷۰) شناگر اهل ایتالیا بود.